# Gheorghe Docan
Gheorghe V. Popescu Docan (n. 15 ianuarie 1892, Bârlad — d. ?) a fost un jurist și om politic român, ministru de justiție în guvernul Ion Antonescu în perioada 27 ianuarie 1941 – 14 februarie 1941.
Gheorghe Docan a fost consilier la Înalta Curte de Casație. După 1932, Gheorghe Docan a editat publicația Pandectele române, care publica sistematic jurisprudențele emise de Înalta Curte de Casație.
În calitate de ministru al Justiției în guvernul Antonescu, funcție din care și-a dat demisia după numai 20 de zile, a inițiat și semnat legea nr. 80/1941, pentru reprimarea faptelor ce pun în pericol existența Statului și care, prin art.16, agrava pedeapsa pentru evrei și luptătorii antifasciști.
După căderea regimului antonescian, Gheorghe Dorcan a fost acuzat că această măsură avea un pronunțat caracter rasial și politic, servind scopurilor politice ale regimului fascist din România. Faptele sale întruneau “elementele penale ale crimei contra păcii, pedepsite de art. 2 și 4 din decretul nr. 207/1948”. Fiind de negăsit, în 1946 Docan a fost condamnat în contumacie la cinci ani temniță grea, 10 ani degradare civică și confiscarea averii.
După ce a fost găsit, și-a executat pedeapsa de 5 ani la penitenciarul Aiud (după alte surse, la penitenciarul Gherla).